# Байдин, Валерий Викторович
Вале́рий Ви́кторович Ба́йдин (20 сентября 1948, Москва) — писатель, русский и французский культуролог, искусствовед, доктор славянской филологии (2002).

## Биография
В 1974 году закончил исторический факультет Московского государственного университета им. М.В. Ломоносова, поступил в заочную аспирантуру и на работу старшим лаборантом в Сектор русского искусства и архитектуры Института истории искусств, впоследствии Всесоюзного научно-исследовательского института искусствознания Министерства культуры СССР (ВНИИИ). Был связан с молодежным художественным и религиозным подпольем. В 1978 году под давлением КГБ за «инакомыслие» исключён из аспирантуры МГУ и уволен из ВНИИИ. С 1978 по 1982 год работал по договорам литературным рецензентом, искусствоведом-консультантом и переводчиком в московских журналах и издательствах, устраивал выставки художников андеграунда. С 1982 года вступил в секцию критики Московского комитета литераторов при Литфонде СССР и перешёл на творческую работу. В июне 1991 года уехал из СССР, учился в Международном центре христианского образования Женевского университета. Защитил во Франции (Университет Нанси-2) диссертацию доктора славянской филологии, преподавал и читал курсы лекций по русской культуре в университетах Лотарингии, Нижней Нормандии, в Сорбонне.

## Направления исследований
Дохристианская культура Руси, символика русского средневекового искусства, культура русского модерна, авангарда и поставангарда, московский андеграунд 1970-80-х годов, современное русское религиозное искусство, эстетика космизма, visionary art, русско-европейские культурные связи XIX — начала XX вв.
Одним из первых начал исследование русского художественного космизма и живописного творчества А. Л. Чижевского, установил влияние теософии и других эзотерических теорий на эстетику художников-авангардистов (К.Малевича, М.Матюшина и др.). В 1990-е годы изучал взаимоотношения славянской архаики и русского авангарда, предложил научную реконструкцию дохристианского календаря восточных славян и годового цикла календарных праздников, ввел понятия «древнерусское предхристианство» и «иконосфера». В фундаментальном исследовании эстетики космизма (от истоков русского искусства до конца советской эпохи) показал связь символики средневекового храма, орнаментов и «священных знаков» в русской иконописи с предхристианскими верованиями.
В последующих работах, сопоставляя данные языка, археологии, этнографии, фольклора, истории искусства и религии, выявил ряд ключевых слов древнерусского сакрального словаря, круг священных понятий, обрядов, знаков и символических форм, восходящих к общеевропейскому наследию, на этой основе установил важнейшие архетипы русской религиозной и художественной культуры, их преемственную связь с почитанием «небесного медведя», матери рода и Мать-сырой-земли, с праславянской свето-солнечной верой и «народным православием». Приверженец метода литературной и художественной герменевтики. Впервые применил его для истолкования образного ряда русских народных сказок и предложил выделить среди них группу древних и средневековых «сказочных притч» религиозного и нравственного содержания, сопоставимых с христианскими аллегориями, иудейскими аггадами, суфийскими назиданиями, античными баснями, буддийскими джатаками, дзенскими коанами. Автор многолетних исследований важнейших архетипов и символов русской культуры.
Активный участник архитектурной полемики 2011 года вокруг строительства Русского духовного и культурного центра в Париже, автор идеи и составитель сборника статей, посвященных проблемам современного церковного зодчества.

## Семья
Женат на Ирине (Ирэн) Петровне Семеновой-Тян-Шанской, дочь Мелания (род. 2001). Проживает во Франции и в России.

## Научные публикации. Монографии
- L’archaïsme dans l’avant-garde russe. 1905—1945. Lyon: Université Lyon-3, 2006. — 762 Р. — ISBN 2-916377-38-7
- Русский храм. XXI век. Размышления о современной церковной архитектуре. Автор и сост. сб. (совм. с М. Ю. Кеслером). М.: Журнал Московской Патриархии, 2014. — 160 С., ил.
- Вдохновленный солнцем. Поэзия и живопись Александра Чижевского". М. — Калуга: Добрая мысль, 2017. — 216 С., 137 ил. — ISBN 978-5-9909348-1-8
- Под бесконечным небом. Образы мироздания в русском искусстве. М.: Искусство — XXI век, 2018. — 368 С., 270 ил.
- Древнерусское предхристианство. СПб.: Алетейя, 2020. — 352 С., 150 ил.
- Толкования на русские народные сказки. СПб.: Алетейя, 2021. — 231 С.
- Архетипы и символы русской культуры. От архаики до современности. Статьи и эссе. СПб.: Алетейя, 2021. — 574 С., 199 ил. — ISBN 978-5-00-165302-8

Основные статьи

- «Амаравелла» (московские художники-космисты 1920—1970-х гг.) // Декоративное искусство. 1981. № 11. — С. 16-19
- Художник науки (поэзия и живопись А. Л. Чижевского) // Природа. 1982. № 10. — С. 65-71
- Система памятников как модель реальной культуры // сб. Эстетическое воспитание и экология культуры. М., Союз художников СССР. 1988. — С. 169-182
- «И мысли свет летит к открытым небесам…» (Поэзия и живопись А. Л. Чижевского) // Альманах «Поэзия». № 50. 1988. — С. 192-201.
- Ойкумена современного искусства // Простор. Алма-Ата. 1989. № 4. — С. 152-158
- «Космический бунт» русского авангарда // Российский ежегодник. Вып. 2. М.: Советская Россия. 1990. — С. 181-207
- На ступенях русского храма // Русская мысль. Париж. 1991. 26 июля. № 3889. — С. 4-5.
- «Солнечное коло» восточных славян IV-X вв. // Наука и жизнь. 1994. № 1. — С. 34-42
- Gallé et la Russie // Arts nouveaux. Nancy. 1999. n°15. Р. 4-15.
- Hoené Wronski et les symbolistes russes // Revue des Études Slaves. Paris LXXII/1-2 2000. Р. 129-142
- Le double dans l'œuvre d’Andrej Biély // Figures du double dans les littératures européennes. Lausanne: L'Âge d’Homme, 2001. — Р. 80-89
- Les traits archaïques dans l’avant-garde russe (1905-1941) // Revue des Études slaves, Paris, LXXIV/4, 2002-2003, p. 185-189
- Николай Фёдоров и польский мессианизм // На пороге грядущего. М.: Пашков Дом, 2003. — С. 195-203
- Les archétypes des cultures archaïques dans l’esthétique de l’avant-garde russe // Revue des Études slaves, Paris. LXXV/3-4. 2004. Р. 493-504
- L’avant-garde russe entre extase et suicide // Modernités russes 5. Lyon, 2004. Р. 265-276
- Архаика в русском авангарде (резюме монографии) // Обсерватория культуры. 2006. № 6. — С. 110-119
- La mythologie sylvestre dans les Arts nouveaux russe, finnois et polonais // Université de Caen. Regens, 2006. — Р. 181-194
- О языковой утопии Хлебникова (Велимир Хлебников и Платон Лукашевич) // Вопросы литературы. 2007. № 6. — С. 51-82
- Эмиль Галле и русский модерн // Антиквариат. 2007, № 10. — С. 42-51
- Поэтика предела в творчестве Хлебникова и Маяковского // Творчество Маяковского в начале XXI века. М.: ИМЛИ, 2008. — С. 261-283
- Émile Gallé et certaines tendances de l’Art Nouveau russe // Revues des études slaves, Paris, LXXX/3, 2009. — Р. 311-324
- Языковая утопия Велемира Хлебникова // Modernités russes 8. Lyon, 2009. — Р. 375-384
- О новом образе русского храма // Интернет-портал «Archi.ru», 28 сентября 2011: https://archi.ru/russia/36706/o-novom-obraze-russkogo-hrama
- Русский храм во французском Муазне. Парадокс архитектурного авангарда // Интернет-портал «Русский мiр». 21 февраля 2012: http://www.russkymir.org/rm/index.php/muazen2 (перевод: Orthodox Architecture and the Avant-Garde: Russian Church in Moisenay, France // The Wheel. 3. Fall 2015)
- Женщина в русской древности // Культура и время. 2013. № 3. — С. 233-244
- «Там, в бесконечности миров…». Александр Чижевский — поэт серебряного века // Вопросы литературы. 2015. № 4. — С. 200-239
- Постигая беспредельное (О творчестве московских художников-метафизиков) // Культура и время. 201. № 1-2. — С. 156-165.
- Культурное пограничье. Московские подполья // Интернет-портал «Гефтер.ру». 16 июля 2016: http://gefter.ru/archive/19559
- Наследница гения // Интернет-портал «Воздушный замок». 5 июня 2017: https://lib.rmvoz.ru/bigzal/naslednitsa-geniya
- L’utopie khlébnikovienne de la langue : Vélimir Khlébnikov et Platon Loukachevitch // Slavica Occitania, n° 44-45, Université de Toulouse. 2017. — Р. 451-484
- Художественная эпистемология Александра Чижевского. Интернет-портал «Воздушный замок». 8.01.2018: https://lib.rmvoz.ru/bigzal/Baydin-Chizhevsky
- О кризисе визуальности в изобразительном искусстве. Интернет-портал «Гефтер».18.01.2018: http://gefter.ru/archive/23789
- Символика русского средневекового храма. / Электронная научная библиотека по истории русской архитектуры «РусАрх». 2018. Архивная копия от 27 апреля 2018 на Wayback Machine
- Иконосфера русского средневековья. Интернет-портал «Историк.ру»: http://www.historicus.ru/ikonosfera-russkogo-srednevekovya/ Архивная копия от 26 апреля 2018 на Wayback Machine
- О символике храма Покрова Богородицы на Рву и его строителях. / Сайт «РусАрх», апрель 2018. Архивная копия от 26 сентября 2018 на Wayback Machine
- Александр Радищев: самоубийство философией. / Историк — общественно-политический журнал. 2018. Архивная копия от 26 июня 2018 на Wayback Machine
- «Грекопоклонство» и раскол смыслов // Интернет-портал «Историк.ру». 27 декабря 2019: https://historicus.ru/2342/ Архивная копия от 30 декабря 2019 на Wayback Machine
- Азбука первоучителя // Интернет-портал «Историк.ру». 13 января 2020: https://historicus.ru/azbuka-pervouchitelya/ Архивная копия от 19 января 2020 на Wayback Machine
- Бессмертие крови // Интернет-портал «Воздушный замок». 19 января 2020: https://rmvoz.ru/forums/index.php?topic=5072.0#msg42645
- Символизм православного календаря // Интернет-портал «Историк.ру». 20 января 2020: https://historicus.ru/simvolizm-pravoslvanogo-kalendarya/3 (недоступная+ссылка)Архивная копия от 18 февраля 2020 на Wayback Machine
- Поволжские истоки Древней Руси // Интернет-портал «Историк.ру». 18 февраля 2020: https://historicus.ru/povoljskie-istoki-drevnei-rusi/ Архивная копия от 24 февраля 2020 на Wayback Machine
- Русские летописи о варягах и руси // Интернет-портал «Историк.ру». 20 апреля 2020: https://historicus.ru/russkie-letopisi-o-varyagah-i-rusi/
- О предхристианском святилищном храме на Руси // Электронная научная библиотека по истории русской архитектуры «РусАрх». Апрель 2020: http://rusarch.ru/baydin3.htm Архивная копия от 27 сентября 2020 на Wayback Machine
- Византия и независимость Руси // Интернет-портал «Историк.ру». 30 мая 2020: https://historicus.ru/vizantiya-i-nezavisimost-rusi
- Космические устремления в искусстве 1920—1950-х годов. Интернет-портал «Воздушный замок». 10.10.2020: https://lib.rmvoz.ru/bigzal/baydin/kosmicheskie-ustremleniya-v-iskusstve
- Оккультная мистерия русского авангарда. М.: Вершины, 2021. — 48 С., ил.
- Беженец к Богу. Духовные притчи Александра Введенского // Вопросы литературы. 2021. № 5. — С. 42-71
- Художник и хаос. Эссе // Новая литература. 8 марта 2022: https://newlit.ru/ Архивная копия от 8 марта 2022 на Wayback Machine ; https://newlit.ru/~baydin/ Архивная копия от 8 марта 2022 на Wayback Machine
- Литература кризиса // Плавучий мост. Журнал поэзии. Аугсбург-Москва. № 1 (29). 2022. — С. 239-240
- Пётр Первый и «новый византиизм» // Цивилизационная реформа Петра Великого и судьбы русской духовной культуры. М.: Институт Наследия, 2023. — С. 76-84: https://heritage-institute.ru/wp-content/uploads/2023/08/czivilizaczionnaya-reforma-petra-velikogo-1.pdf
- Основы русской самобытности // Язык и текст. 2024. Том 11. № 1. С. 17–25
- Эйдосферы Сергея Потапова // Интернет-портал «Воздушный замок». 15 сентября 2024:   https://lib.rmvoz.ru/bigzal/eydosfery-sergeya-potapova

## Литературные произведения
- Patrie sans frontières. Paris: Philippe Édition, 1996. — 53 Р.
- Сва (роман). М.: Русский Гулливер – Центр современной литературы, 2012 (финалист «Русской премии» 2012 года и «Бунинской премии» 2013 года). — 396 С. — ISBN 978-5-91627-097-6
- Неподвижное странствие. Повесть-воспоминание (начальные главы) // Знамя. 2013. №11. С. 47-83 // Интернет-портал «Журнальный зал»: http://magazines.russ.ru/znamia/2013/11/4b.html
- Дети кислотных дождей. Попытка ненаучного осмысления религии русских хиппи // Новая Юность. 2014. № 1 (118)[16]
- Две пьесы для плохо говорящих персонажей. М.: Действие, 2017. — 34 С.
- Два дня после счастья. Кинотеатральная повесть. М.: Действие, 2017. — 70 С. — ISBN 978-5-9909981-2-4
- Забытые тетради. 1962-1979. М.: Вершины, 2017. — 66 С.
- Продолжение жизни. Стихи последних лет. М.: Вершины, 2017. — 43 С.
- Родная быль. М.: Вершины, 2017. — 72 С.
- Неподвижное странствие. Повесть-воспоминание. М.: Викмо-М, 2018. — 384 С., ил. (включена в длинный список «Большой книги» 2019 года). — ISBN 978-5-98454-044-5
- Быть русским. Роман-воспоминание. СПб.: Алетейя, 2024. — 402 С., ил.